# Красный Бор (Смоленск)
Красный Бор — посёлок и популярная зона отдыха в 8 км к западу от Смоленска, близ Гнездова. Железнодорожная станция. Расположен в западной части Заднепровского района Смоленска. Ранее назывался Черный Бор.

## Лесопарк
Лесопарк площадью 1500 гектар с озёрами и минеральными источниками расположился на берегу Днепра. На территории лесопарка размещено около 3 оздоровительных лагерей для отдыха школьников, дачи детских садов, санаторно-лесная школа, санаторий «Красный Бор», турбазы, лыжные базы и другие объекты и учреждения отдыха. На площади 2 га в лесном массиве расположено озеро Кривое, являющееся комплексным памятником природы. На озере организованы пляжи для отдыхающих.

## Комплекс «Беренхалле»
Во время Великой Отечественной войны в Красном Бору, находилась немецкая разведывательная школа «Сатурн». Там же рядом, глубоко в болоте, севернее ж.д.,была построена ставка Гитлера, но использовал её штаб группы армий «Центр». С этой целью, осенью 1941 года на шоссе Смоленск — Витебск началось строительство подземного комплекса «Беренхалле» — «Медвежья берлога». Комплекс строился с октября 1941 по август 1942 года в глубокой тайне силами советских военнопленных, партии которых по окончании очередного этапа работ расстреливали.
По архивным данным, комплекс состоял из 42 специальных помещений и жилых блоков. В целях защиты было построено около 500 метров щелей и траншей. Для маскировки территории строительства здесь посадили 400 деревьев и около тысячи кустарников. Размер бункера, построенный непосредственно для Гитлера, составил 43 квадратных метра. В строительстве были заняты 2400 человек. В это время Красный Бор приезжали Гудериан, Кейтель, Йодль, Канарис и другие; сам Гитлер, по некоторым данным, бывал в «Беренхалле» в середине ноября 1941 года и 13 марта 1943 года (однако, пробыл он там всего несколько часов). При подходе советских войск комплекс был оставлен немцами, но не взорван. Это породило стойкие легенды о «бункере Гитлера» под Смоленском и якобы спрятанных там сокровищах.